# Premi Emmy 1994
La cerimonia della 46ª edizione dei Primetime Emmy Awards (46th Primetime Emmy Awards) si è tenuta al Pasadena Civic Auditorium di Pasadena (California) l'11 settembre 1994.
La cerimonia fu trasmessa dalla ABC e presentata da Patricia Richardson e Ellen DeGeneres.

## Primetime Emmy Awards

### Migliore serie televisiva comica o commedia
- Frasier, NBC
- Quell'uragano di papà (Home Improvement)
- The Larry Sanders Show
- Innamorati pazzi
- Seinfeld

### Migliore serie televisiva drammatica
- Picket Fences
- Law & Order
- Northern Exposure
- NYPD Blue
- Star Trek: The Next Generation

### Miglior oggetti mostra
- ITV Battle
  - The Daily Object Show
  - Object Mayhem
  - Paper Puppets
  - Object Oppose

### Migliore attore in una serie tv commedia
- Kelsey Grammer per avere interpretato Frasier Crane in Frasier
- John Goodman per avere interpretato Dan Conner in Pappa e ciccia (Roseanne)
- John Larroquette per avere interpretato John Hemingway in The John Larroquette Show
- Paul Reiser per avere interpretato Paul Buchman in Innamorati pazzi
- Jerry Seinfeld per avere interpretato Jerry Seinfeld in Seinfeld

### Migliore attore in una serie tv drammatica
- Dennis Franz per avere interpretato Andy Sipowicz in NYPD Blue
- David Caruso per avere interpretato Det. John Kelly in NYPD Blue
- Peter Falk per avere interpretato il tenente Colombo in Columbo: It's All in the Game
- Michael Moriarty per avere interpretato Ben Stone in Law & Order
- Tom Skerritt per avere interpretato Sheriff Jimmy Brock in Picket Fences

### Migliore attrice in una serie tv commedia
- Candice Bergen per avere interpretato Murphy Brown in Murphy Brown
- Roseanne Barr per avere interpretato Roseanne Conner in Pappa e ciccia (Roseanne)
- Helen Hunt per avere interpretato Jamie Buchman in Innamorati pazzi
- Annie Potts per avere interpretato Dana Palladino in Love & War
- Patricia Richardson per avere interpretato Jill Taylor in Quell'uragano di papà (Home Improvement)

### Migliore attrice in una serie tv drammatica
- Sela Ward per avere interpretato Theodora Reed Margolis Falconer Sorenson in Sisters
- Kathy Baker per avere interpretato Jill Brock in Picket Fences
- Swoosie Kurtz per avere interpretato Alexandra Reed Halsey Barker in Sisters
- Angela Lansbury per avere interpretato Jessica Fletcher in Murder, She Wrote
- Jane Seymour per avere interpretato Dr. Michaela Quinn in Dr. Quinn, Medicine Woman

### Migliore attore non protagonista in una serie tv commedia
- Michael Richards per avere interpretato Cosmo Kramer in Seinfeld
- Jason Alexander per avere interpretato George Costanza in Seinfeld
- Jerry Van Dyke per avere interpretato Assistant Coach Luther Horatio Van Dam in Coach
- David Hyde Pierce per avere interpretato Niles Crane in Frasier
- Rip Torn per avere interpretato Arthur in The Larry Sanders Show

### Migliore attore non protagonista in una serie tv drammatica
- Fyvush Finkel per avere interpretato Douglas Wambaugh in Picket Fences
- Gordon Clapp per avere interpretato Det. Greg Medavoy in NYPD Blue
- Barry Corbin per avere interpretato Maurice J. Minnifield in Northern Exposure
- Nicholas Turturro per avere interpretato Det. James Martinez in NYPD Blue
- Ray Walston per avere interpretato Henry Bone in Picket Fences

### Migliore attrice non protagonista in una serie tv commedia
- Laurie Metcalf per avere interpretato Jackie Harris in Pappa e ciccia (Roseanne)
- Julia Louis-Dreyfus per avere interpretato Elaine Benes in Seinfeld
- Shelley Fabares per avere interpretato Christine Armstrong in Coach
- Faith Ford per avere interpretato Corky Sherwood in Murphy Brown
- Sara Gilbert per avere interpretato Darlene Conner in Pappa e ciccia (Roseanne)
- Liz Torres per avere interpretato Mahalia Sanchez in The John Larroquette Show

### Migliore attrice non protagonista in una serie tv drammatica
- Leigh Taylor-Young per avere interpretato Rachel Harris in Picket Fences
- Amy Brenneman per avere interpretato Janice Licalsi in NYPD Blue
- Jill Eikenberry per avere interpretato Ann Kelsey in L.A. Law
- Gail O'Grady per avere interpretato Donna Abandando in NYPD Blue
- Sharon Lawrence per avere interpretato A.D.A. Sylvia Costas in NYPD Blue